# Балка Гракова (притока Середньої Терси)
Балка Гракова (рос. б. Гракова; Овраг Граковый) — балка (річка) в Україні у Синельниківському районі Дніпропетровської області. Права притока річки Середньої Терси (басейн Дніпра).

## Опис
Довжина балки приблизно 5,49 км, найкоротша відстань між витоком і гирлом — 4,81  км, коефіцієнт звивистості річки — 1,11 . Формується декількома балками та загатами.

## Розташування
Бере початок на північній околиці села Новочернігівське. Тече переважно на північний схід і у селі Андріївка впадає у річку Середню Терсу, праву притоку річки Нижньої Терси.

## Цікаві факти
- У XX столітті на балці існували 1 газгольдер та декілька газових свердловин[1].